# نيلز جول
نيلز جول (بالإنجليزية: Niels Juul)‏ (و. 1859 – 1929 م) هو سياسي، محام من الولايات المتحدة الأمريكية، الدنمارك ولد في راندرس.